# Suborno

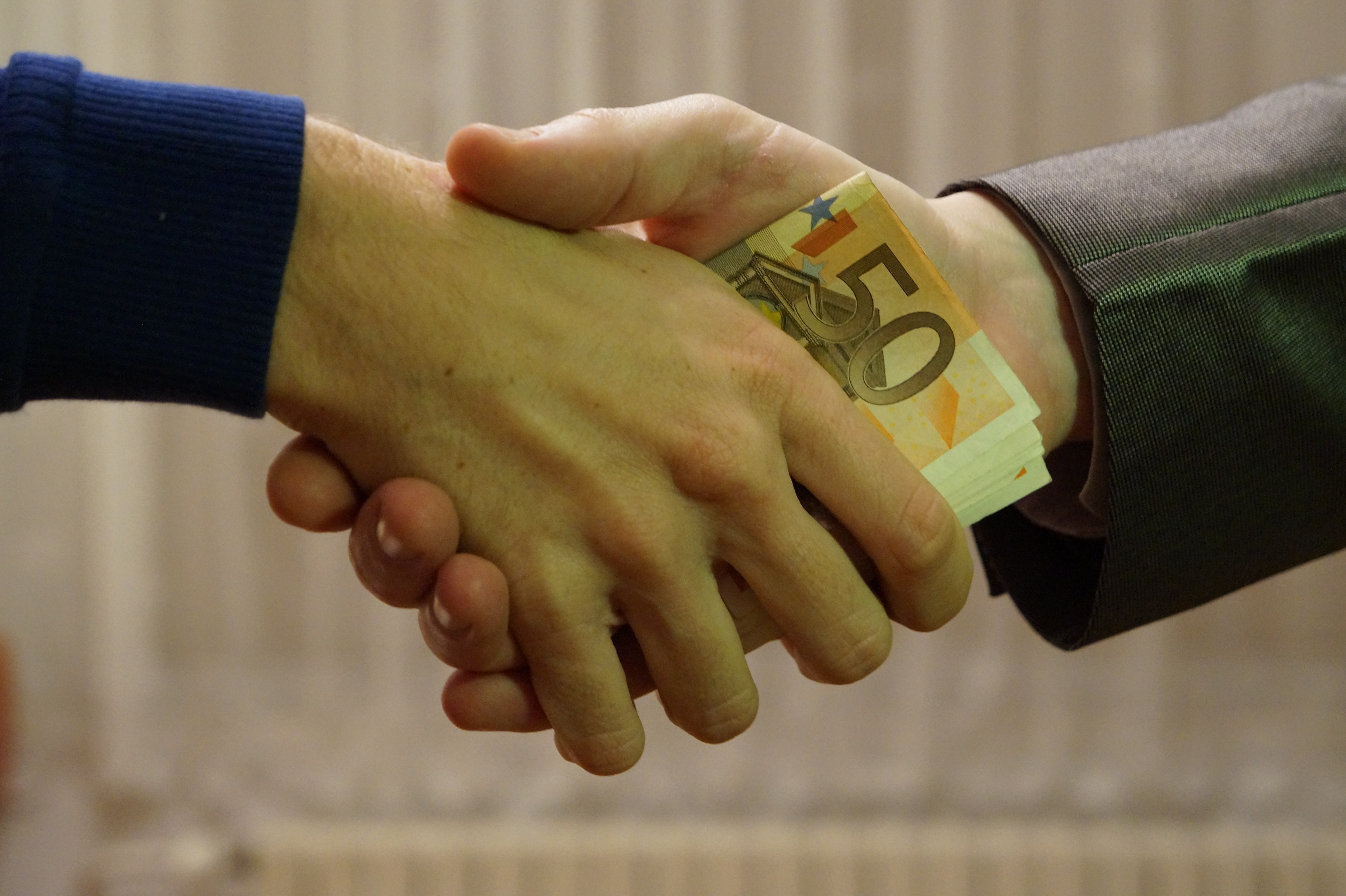
Dar dinheiro de forma ilegal ou antiética para influenciar o comportamento de uma pessoa é uma forma de suborno.

O suborno, também referido no Brasil como propina, é a prática de prometer, oferecer ou pagar a uma autoridade, governante, funcionário público ou profissional da iniciativa privada qualquer quantidade de dinheiro ou quaisquer outros favores (desde uma garrafa de bebidas, joias, propriedades ou até hotel e avião em viagem de férias) para que a pessoa em questão deixe de se portar eticamente com seus deveres profissionais. É um crime na maior parte dos quadros jurídico-legais de todo o mundo.
A corrupção originalmente era apenas uma interferência com juízes para a compra de sentenças, mas sua aplicação tem se estendido para todos os funcionários públicos, governantes e agentes da iniciativa privada.
A palavra corrupção, muitas vezes é usada para significar suborno. No entanto suborno é apenas uma das formas do crime de corrupção. Corrupção atualmente tem um sentido mais amplo.

## Exemplos
Existe suborno em muitos casos do dia-a-dia. Por exemplo:
1. Um motorista que paga um policial que o flagrou em excesso de velocidade para não ser multado. Este é um caso em que a palavra propina é usada no Brasil.
2. Um vendedor de uma empresa que oferece a um comprador de outra empresa dinheiro ou presente para que este realize um negócio.
3. Um cidadão que precisa rapidamente de um documento (um passaporte ou uma carteira de motorista, por exemplo) e que paga um funcionário público para apressar sua emissão.
4. Um dono de bar instalado em uma zona residencial que paga o fiscal municipal (ou seu chefe de departamento ou finalmente ao prefeito) para permitir que o bar funcione ilegalmente.
5. Um traficante de drogas que paga um juiz para diminuir sua pena.
6. Um político corrupto que paga um juiz para ser julgado inocente.

## Proatividade e passividade na caracterização do crime
O crime de suborno pode ser iniciado pelo pagador, que tem interesse financeiro no resultado da transação e a controla. O suborno pode ser extraído ativamente pela pessoa que detém um determinado poder social de interesse na relação, geralmente um funcionário público ou um comprador de uma empresa. Neste caso, em que o agente que inicia o crime de suborno exige dinheiro ou propriedades, o crime passa a ser tipificado como extorsão.
As expectativas de transação monetária nos negócios são muito diversas entre as diversas culturas. Em alguns países, especialmente nos países orientais, a gorjeta é considerada um suborno.

## Área cinzenta
O pagamento de quantias monetárias ou a doação de presentes para que redes de comunicação (rádio e televisão) toquem músicas de determinados cantores (em detrimento de outros) também é considerado suborno em alguns lugares, mas legal em outros. No Brasil, este último tipo de pagamento chama-se jabá ou jabaculê.
Pagamentos para a facilitação de transações também estão numa área cinzenta em muitos países.
Nos Estados Unidos da América a lei proíbe estritamente que as empresas paguem para recompensar os contratos obtidos com governos estrangeiros. Entretanto, o Foreign Corrupt Practices Act contém exceção para “pagamentos de lubrificação”: esta exceção permite pagamento de funcionários públicos de outros países para que realizem os atos governamentais que eles legalmente necessitam realizar (mas que podem retardar na ausência de tais pagamentos). Em alguns países em desenvolvimento esta prática é a norma especialmente quando o Estado não possui a estrutura de cobrança de impostos que permitam pagar aos seus funcionários um salário adequado. Nestes países, o emprego público pode ser muitos valiosos e chegar a ser comprado no mercado aberto. Estados em que o suborno passa a ser um modo de vida são chamados de cleptocracia.
A maioria dos economistas considera que o suborno é criminoso porque leva ao comportamento de procura de renda porque este comportamento pode levar a outros crimes. Por exemplo, um policial ao prender um jovem por porte de drogas pode ameaçar colocá-lo (e mesmo chegar a colocar) em celas com detentos de alta perigosidade para obter um pagamento do pai para não fazer isso.

## Consequências
O grande problema nos casos de suborno é a sua ação no longo prazo no sistema que é a economia da sociedade. O superfaturamento de obras rodoviárias ou de prédios por parte de governantes subornados causa falta de dinheiro para investimento em educação básica (especialmente o pagamento de professores de qualidade) e leva milhares de crianças ao analfabetismo e futuramente ao desemprego (e a outras condições de vida degradante) por não terem aprendido a raciocinar adequadamente por causa da falta de professores adequadamente treinados.

## Por área

### Na Medicina
Empresas farmacêuticas podem procurar recompensar os médicos para que receitem seus medicamentos a seus pacientes através de presentes . A Associação Médica Americana publicou um guia ético para seus associados em relação aos presentes recebidos que diz que os médicos não devem receber tais presentes se eles são dados em relação às práticas de prescrição médica. O recebimento de viagens de avião e alojamento em hotéis como presentes para ida a convenções médicas (mas que também possuem o caráter de viagens de turismo) o casos duvidosos.

### Na Política
Políticos podem receber contribuições de campanha e outros pagamentos de grandes empresas para tomarem decisões em seu favor quando eleitos. Veja corrupção política.

### Na aplicação da lei
Em situações legais, advogados, juízes e pessoas que detém poder (por exemplo jurados) podem ser subornados para fazerem uma decisão que beneficie uma pessoa que deseje pagar. Ocorre também o "suborno legal" com Funcionários Públicos que de uma forma ou de outra, extraviam processos judiciais ou administrativos em prol de uma determinada pessoa ou empresa.

#### Jabaculê
Na indústria da música brasileira, a prática de uma gravadora pagar dinheiro para a transmissão de músicas em uma rádio (ou TV) é chamada jabaculê, ou jabá. Em alguns países esta prática só é permitida quando a rádio explicitamente indica que a transmissão é patrocinada.
No Brasil há um projeto de lei para que esta mesma restrição seja efetivada, no entanto a prática do jabá é responsável por boa parte do faturamento das emissoras de rádio.

## Taxa de suborno

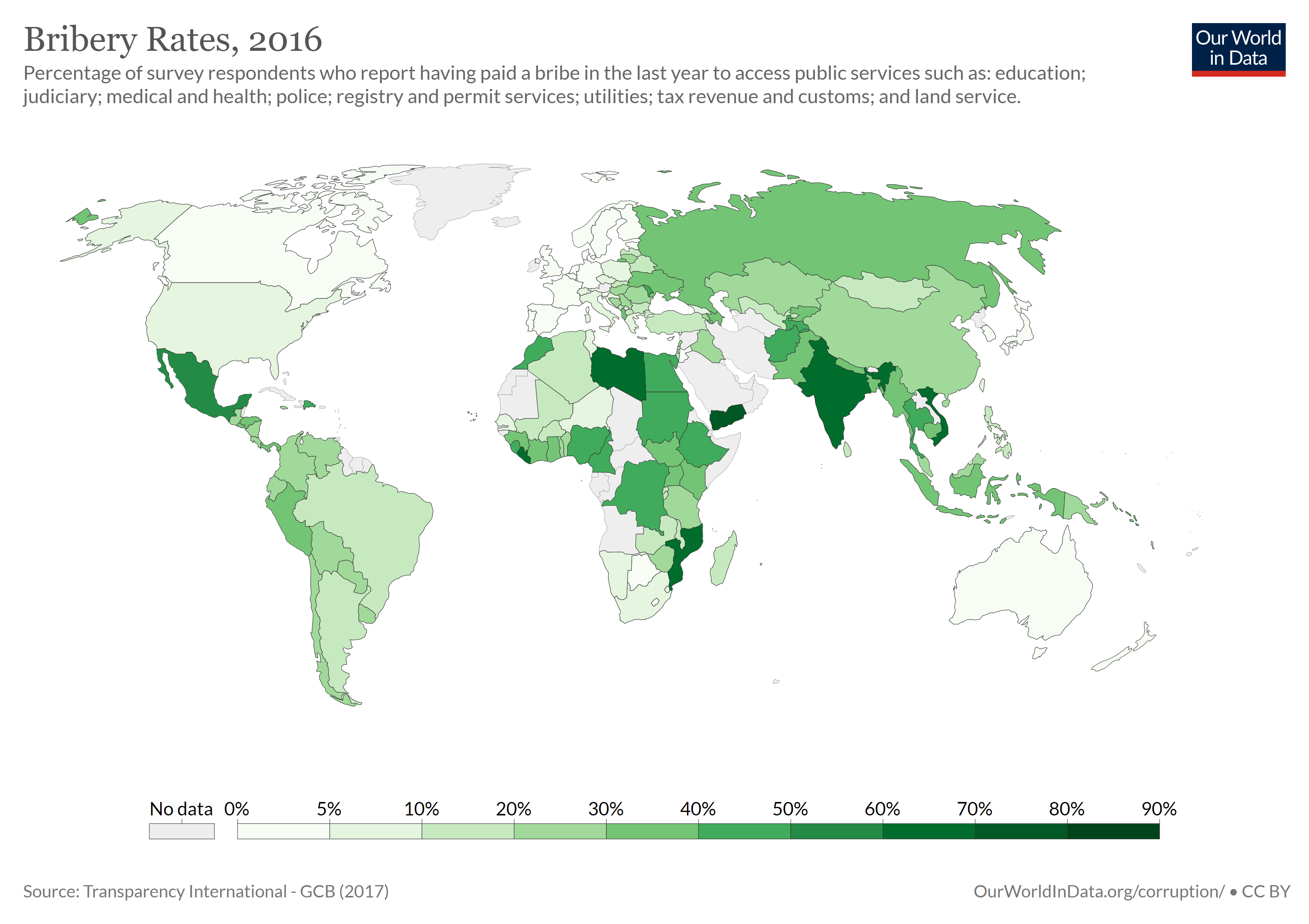
Mapa da taxa em 2016 (Our World in Data)

The Global Corruption Barometer (lit.  "O barômetro global de corrupção"  ou "O barômetro da corrupção global") é uma pesquisa feita pelo Transparency International para coletar dados sobre experiências de corrupção e suborno, os dados são coletados com entrevistas cara a cara ou por telefone com adultos.
O Brasil ficou com a melhor posição na América Latina, com 11% dos entrevistados disseram terem utilizado o suborno no ano anterior (2015), o pior da região foi o México, com 51% dos entrevistados afirmando terem utilizado o suborno no ano anterior (2015).

### 3 piores e melhores

#### 3 piores países (2016)
| País    | Porcentagem | Continente |
| ------- | ----------- | ---------- |
| Iêmen   | 77%         | Ásia       |
| Libéria | 69%         | África     |
| Líbia   | 62%         | África     |

#### 3 melhores países (2016)
| País        | Porcentagem | Continente |
| ----------- | ----------- | ---------- |
| Reino Unido | 0%          | Europa     |
| Japão       | 1%          | Ásia       |
| Suécia      | 1%          | Europa     |

O Iêmen é o pior país, com 77% dos entrevistados afirmando terem utilizado o suborno no ano anterior (2015) e o melhor é o Reino Unido, com 0% em seguida vem o Japão e a Suécia, ambos com 1%.

## História
Na história da humanidade, o suborno não é nenhuma prática nova, havendo relatos bem antigos.

### Grécia Antiga
O suborno era um problema sério na vida pública ateniense, pois os escritos gregos estão cheios de referências às propinas utilizadas nos julgamentos e até mesmo no Oráculo de Delfos. O suborno era conhecido como dōrodokía, palavra derivada de dō̂ron, que significa tanto 'presente' quanto 'suborno'. Assim, podemos ver que, no pensamento grego, havia uma linha tênue entre um agrado característico da corrupção e um presente como retribuição de alianças, pois em alguns casos poderia ser díficil reconhecer a prática, uma vez que as regras sociais daquele tempo favoreciam a distribuição de presentes como uma retribuição à hospitalidade (xenía). Nos julgamentos atenienses, uma forma de subornar o júri ficou conhecida como dekázein, tendo sido utilizada por um dos acusadores de Sócrates dez anos antes do julgamento que o condenou à morte.